# Andrew Dwyer
Pour les articles homonymes, voir Dwyer.
Andrew Dwyer, né le 4 novembre 1956, est un joueur de squash représentant l'Angleterre. 
Il est champion du monde par équipes en 1979, le dernier championnat du monde réservé aux joueurs amateurs avant de devenir open.

## Biographie
Il participe à quatre championnats du monde successifs entre 1981 et 1984 sans jamais passer le premier tour.

## Palmarès

### Titres
- Championnats du monde par équipes : 1979
- Championnats d'Europe par équipes : 3 titres (1979, 1981, 1982)